# Philometra longilabris
Philometra longilabris är en fjärilsart som beskrevs av Augustus Radcliffe Grote 1872. Philometra longilabris ingår i släktet Philometra och familjen nattflyn. Inga underarter finns listade i Catalogue of Life.